# Rambouillet (fårras)

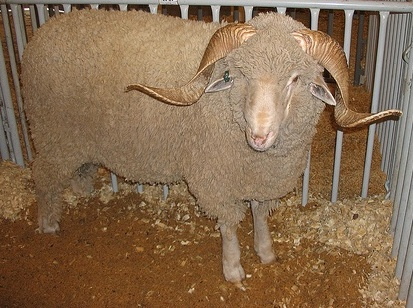
Ett får av rasen Rambouillet

Rambouillet är en fransk fårras av finullstyp. Rasen är välkänd för den fina kvalitén på ullen, men också köttet från rasen anses vara av god kvalitet. Rasen kallas också ibland för Rambouillet Merino eller för fransk Merino.
Framaveln av rasen började redan 1786 då Ludvig XVI köpte över 300 spanska Merino-får av sin kusin Karl III. Fårflocken fraktades till Ludvig XVI:s farm Bergerie royale (numera Bergerie nationale) i Rambouillet. Flocken avlades endast där och inte ett enda exemplar såldes på många år framöver. År 1889 bildades Rambouillet Association i USA i syfte att bevara rasen. Det har uppskattats att 50% av fåren på de amerikanska rancherna i väster helt eller delvis är Rambouillet.